# Pierre-Paul Prud’hon

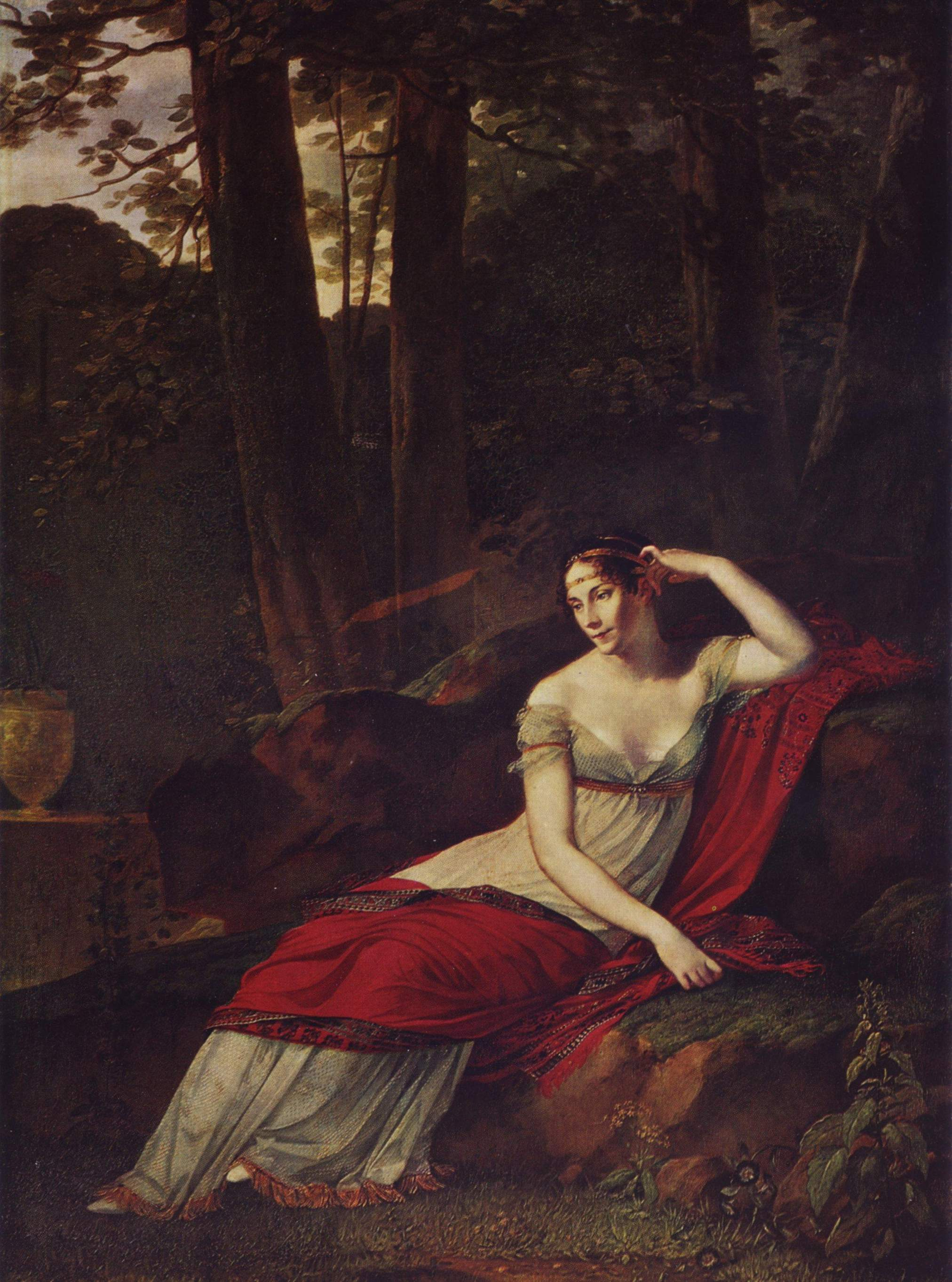
Prud'hon: Joséphine de Beauharnais portréja (1805)

Pierre-Paul Prud’hon [ejtsd: prüdón] (Cluny, 1758. április 4. – Párizs, 1823. február 16.) francia festő.

## Pályafutása
A clunyi apátságban kapott kedvet a festészethez és már ekkor kezdett festegetni. Első oktatását Dijonban Desvoges festőtől nyerte, azután egy ideig Párizsban tartózkodott, majd elnyervén a Római Díjat, Olaszországban főleg Leonardo da Vinci és Antonio da Correggio műveit tanulmányozta. 1789-ben visszatért Párizsba és a forradalmi éveket nagy nyomorban töltötte; apróságok, címkék stb. rajzolásával tengette életét. 1799-ben A sötétség menekül az igazság és bölcsesség elől című képével már némileg ismertté vált, 1808-tól kezdve pedig, mikor az Igazságtól és az isteni bosszútól üldözött bűnös c. képét (Párizs, Louvre) és a Psychét elragadó Zephyrt állította ki, a legkedveltebb festők közé küzdötte fel magát és Mária Lujza császárné rajztanítója lett. Ebbe az időbe esnek legboldogabb évei, amikor felesége halála után szerelmi viszonyt folytatott tanítványával, Mayer Constance festőnővel. Ekkor keletkeztek egyéb híres képei: Venus és Adonis; Amor és Psyche; Faágon hintázó Zephyr (Párizs, Louvre) stb. 1816-ban a francia Institute tagja lett. Kedvese halála után elborult kedélye; ekkor festette vallásos tárgyú képeit: Krisztus a kereszten; Mária mennybemenetele. Bájos női képmásokat is festett. Különösen említendő közülük Josephine császárnő és Copia rézmetsző nejének képe. Prud'hon művészete éppen ellentéte kortársa, David irányának. Festői, kolorista fölfogásával a romanticizmus előkészítője.